# Jebrine Ag Mohamed Machar

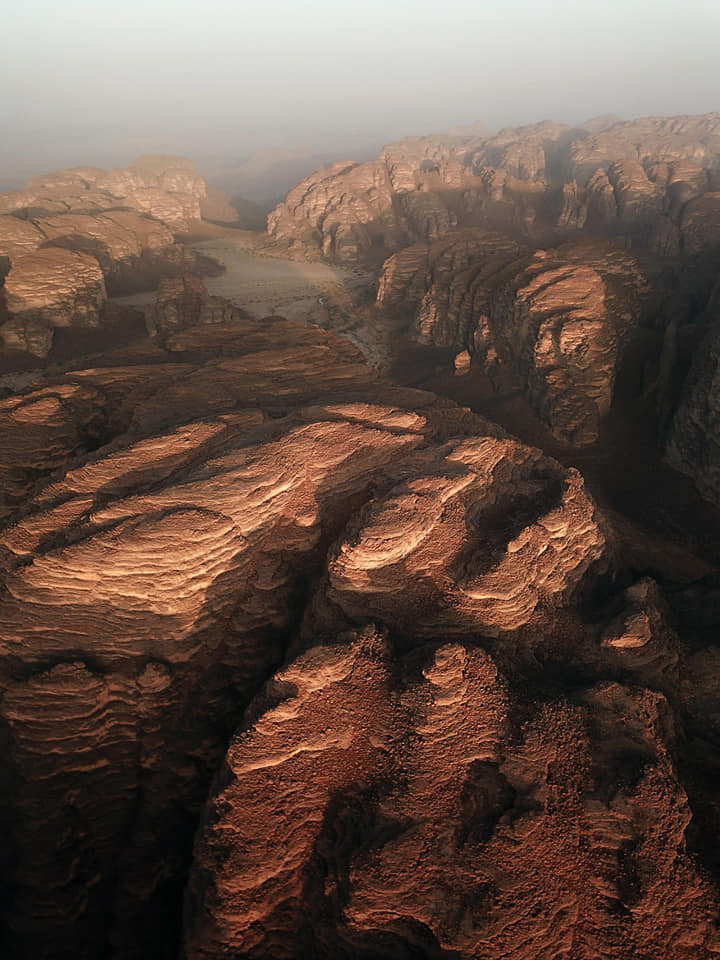
Séfar (Algérie)

Jebrine Ag Mohamed Machar (en arabe : جبرين آغ محمد مشار), né en 1890 dans la région Tamghit au cœur Tassili n'Ajjer en Algérie, dans le groupe touareg des Idjeradjeriouène Kel Maddak, est un guide et explorateur touareg algérien.

## Biographie
Jebrine Machar grandit dans les campements nomades du Tassili n'Ajjer dans le vaste Sahara algérien. Il effectuera plusieurs voyages d’exploration, notamment dans la cité troglodyte de Séfar, où il découvre les magnifiques peintures et gravures rupestres. Il devient rapidement un spécialiste reconnu et le guide référence du Tassili.
C’est lui qui va accompagner le lieutenant Brenans en 1932 durant son expédition dans le Tassili n'Ajjer. Et ça sera surtout lui le principale informateur et guide d’Henri Lhote lors sa longue mission de seize mois sur le plateau du Tassili en 1956; qui va permettre d’éclairer le monde entier sur l’immensité des sites rupestres du Tassili et révéler au grand jour les magnifiques gravures et peintures rupestres.
Pour les militaires, les scientifiques et parfois mêmes quelques rares touristes, cet homme était devenu indispensable. Voici comment le décrit F. Bernard, soulignant les qualités de cet "excellent guide" : « Jebrine est un homme d'une soixantaine d'années, de la tribu des Kel Meddak, ayant déjà conduit des missions topographiques et archéologiques. Il vient encore de guider la mission botanique de Claude Leredde en 1952. À sa mort, il n'y aura plus guère de Touareg connaissant aussi bien tout le pays. Grand, plein d'autorité naturelle, il a les cheveux rouquins et les yeux gris.» Leredde ajoute: « Que de détours ne m'a-t-il pas fait faire pour me montrer ce qu'il savait devoir m'intéresser », ou encore: « J'ai eu dans cet homme à qui notre destin était confié une confiance llimitée et bien justifiée »,.
Mais le rôle essentiel de Jebrine fut celui qu'il joua auprès de Henri Lhote dans la découverte des peintures. Quand, en 1956, Henri Lhote mit en place ses équipes pour procéder aux relevés, c'est naturellement vers lui qu'il se tourna. Partout, il accompagna les équipes, à Jabbaren, Tamghit, Séfar, Tissoukaï. Âgé de plus de soixante ans, Jebrine ne ménagea ni ses efforts ni sa santé pour parcourir des dizaines de kilomètres, gravissant les escarpements, sautant dans les éboulis malgré ses rhumatismes, ne manquant aucun abri. Souvent il revenait au campement pour annoncer ses découvertes, vers lesquelles il conduisait Henri Lhote et ses coéquipiers, parmi lesquelles les peintures rupestres d'Eheren et Tahilahi après avoir remarqué dans un abri les empreintes de doigts à l’ocre rouge dans l’abri, et bien d'autres. Sans le savoir de Jebrine, les découvertes n'auraient pas eu une telle ampleur. Les Touaregs eux-mêmes conviennent que Jebrine fut un des meilleurs connaisseurs du Tassili n'Ajjer et de ces déroutantes forêts de pierre dans lesquelles il est si difficile de s'orienter. Intelligent et intuitif, il comprenait vite les consignes de recherche des scientifiques,.
Dans le livre Sahara, Le grand récit, Michel Pierre écrit à la page 31: « C'est dans les années 1950 que le grand public découvre véritablement l'art des peintures rupestres du Sahara grâce à Henri Lhote dont la mission la plus importantes se déroule au cours d'un séjour de seize mois en 1956-1957 sur le plateau du Tassili n'Ajjer. Les résultats de cette mission doivent beaucoup à son principal informateur, le guide touareg Jebrine ag Mohamed qui avait des sites rupestres une connaissance à nulle autre pareille et qui ne fut jamais avare de son savoir de terrain. Sans lui la mission n'aurait jamais pu rapporter plus de 6000 mètres carrés de relevés répartis en 1000 planches peintes à la gouache (aujourd'hui conservées au Musée de l'Homme à Paris)»,.
Tous les chercheurs occidentaux dans la région, entre 1930 et 1981, seront aidés de près ou de loin par Jebrine, comme lors de la mission Grim consacrée à l'inventaire des Cyprès du Tassili en 1971-1972 où il fut le troisième guide. Pourtant son nom sera peu évoqué, ou seulement a titre de guide et non de "décrouvreur",,.

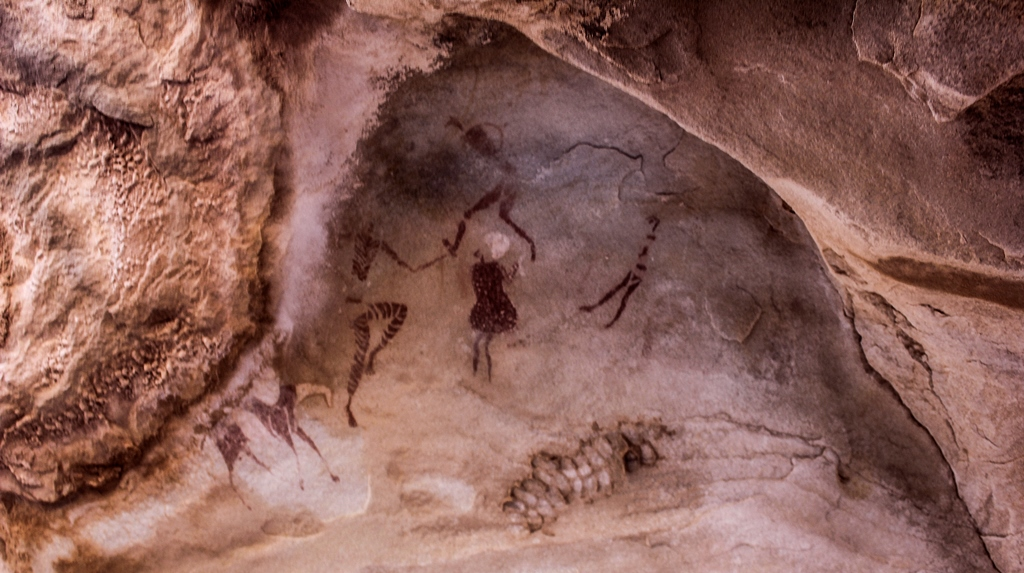
Peintures rupestres d'Eheren et Tahilahi

Si on doit au lieutenant Brenans d'avoir alerté les scientifiques avec les gravures de l'oued Djerat, à Henri Lhote d'avoir révélé au grand public les fresques du plateau du Tassili , on doit à Jebrine d'avoir été l'instrument indispensable aux opérations de terrain. Certes, avant lui, on n'ignorait pas l'existence de cet art, mais en revenant de ses escapades avec des moissons de parois ornées, Jebrine permit à cet art tassilien de trouver sa place parmi les arts rupestres préhistoriques les plus prestigieux de notre planète. Dans cette fantastique aventure, une seule chose vient nous troubler : si Henri Lhote obtint une immense notoriété mondiale grâce à cet événement que représenta l'exposition du Pavillon de Marsan à Paris, et surtout grâce à son livre- À la découverte des fresques du Tassili, Arthaud, Paris - traduit en plusieurs langues, Jebrine lui est resté un parfait inconnu qui ne bénéficia d'aucune retombée,.

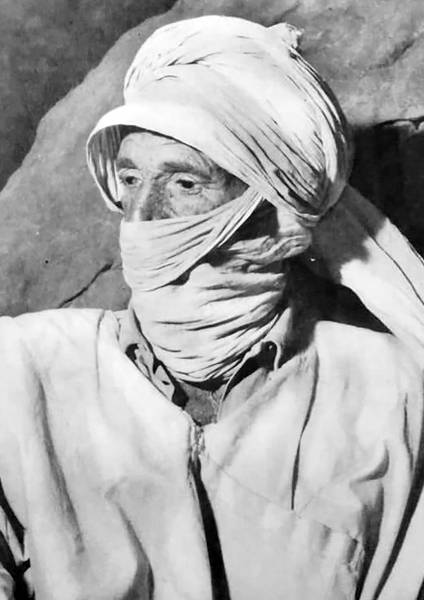
Jebrine Ag Mohamed Machar (جبرين آغ محمد مشار)

Il passa les dernières années de sa vie à Tamghit dans une zariba ou dans un abri sous roche, préférant cette existence sans commodité, mais libre, au confort de la ville à Djanet qu'il jugé trop tumultueuse. Depuis 1975, il vivait d'un petit salaire en qualité de gardien du camp touristique de Tamghit, puis du campement de la Sonatrach sur les mêmes lieux. L'intervention du Parc Culturel du Tassili et d'un ministre de la Culture qui le rencontra sur le plateau en 1978 lui permit d'avoir une modeste retraite. Il n'était pas seul, quelques membres de sa famille campaient non loin, des nomades de passage venaient le saluer ou prendre conseil de cet homme âgé et avisé et généreux. Toujours à cette date, en 1978, à l’occasion d’un séminaire international sur la conversation des peintures rupestres, Henri Lhote et Jebrine Ag Mohamed Machar, tous deux très âgés se reverront une dernière dans des adieux émouvants.
Peu de temps après, Jebrine Ag Mohamed Machar tombera malade. Il sera hospitalisé à l’hôpital de Djanet puis à Alger à l’hôpital Mustapha Pacha, loin du Sahara. Il décède en avril 1981. Aujourd'hui, Jebrine Ag Mohamed Machar est une légende chez les Touaregs et dans tout le Sahara. À Djanet, le musée du Parc Culturel du Tassili porte son nom ainsi qu’une arche naturelle dans le Tassili n'Ajjer,. En occident, il reste de cet homme qui a contribué à l'une des plus grandes découvertes archéologiques du XXe siècle, quelques témoignages épars dans quelques ouvrages publiés, un film documentaire et quelques cartes postales.